# Ronnie Foster
Ronnie Foster (* 12. Mai 1950 in Buffalo) ist ein amerikanischer Jazzmusiker (Hammond-Orgel, Komposition) und Musikproduzent, der vor allem im Funk und im Soul Jazz hervorgetreten ist. Fosters Song „Mystic Brew“ wurde mehrfach gesampelt, zunächst 1994 für „Electric Relaxation“ von A Tribe Called Quest, später für den Song „Forbidden Fruit“ von J. Cole.

## Leben und Wirken
Foster erhielt als Kind klassischen Klavierunterricht, ist aber als Organist Autodidakt. Mit fünfzehn Jahren begann er professionell zu musizieren. Er trat zunächst mit anderen lokalen Musikern auf.
Foster zog nach New York City, wo er eine Band namens Energy II gründete und bald mit Musikern wie Stanley Turrentine, Grant Green und George Benson spielte. Green holte Foster für sein Album Alive! (1970); anschließend bot George Butler von Blue Note ihm einen Vertrag an: Fosters Debütalbum The Two Headed Freap entstand im Januar 1972; bald folgte Sweet Revival. Sein Auftritt beim Montreux Jazz Festival 1973 erschien als Livealbum, dem sich die Studioproduktionen On the Avenue und Cheshire Cat anschlossen. Daneben wirkte er auf zahlreichen Alben von George Benson, aber auch auf Platten von Stevie Wonder, Roberta Flack, Earl Klugh, Jimmy Ponder, Stanley Clarke und Lalo Schifrin mit. Bei Columbia veröffentlichte er 1978 Love Satellite und 1979 Delight. Sein Album The Racer für ProJazz erschien schließlich 1986.
Foster zog sich in den 1980er Jahren von der Leitung eigener Bands zurück, um sich auf die Tätigkeit als Sessionmusiker, etwa bei Harvey Mason, Stanley Turrentine, David Sanborn, Djavan und Grover Washington zu konzentrieren. Im Folgejahrzehnt arbeitete er auch für Lee Ritenour, Roland Vazquez, Chet Atkins, Chayanne und die Temptations. Seit den 1980er Jahren begann er zudem als Produzent zu wirken, etwa für Djavan, João Bosco, Guilherme Arantes, Cecilia Toussaint, Robi Rosa oder Art Porter. Einige der von ihm produzierten Alben waren in den Charts erfolgreich, darunter 1998 das Album Pleasures of the Night von Will Downing und Gerald Albright, das die Billboard-Charts für zeitgenössische Jazzalben anführte. 1999 produzierte er das Album Both Sides des Organisten Roger Smith, das Platz 24 erreichte.
Die letzten Jahre arbeitete Foster in Las Vegas. 2019 trat er beim Jazzfestival Bern mit seinem Trio auf. 50 Jahre nach der Aufnahme seines Debütalbums nahm er für Blue Note mit Reboot wieder ein eigenes Album auf, in wechselnden Konstellationen mit dem Gitarristen Michael O’Neill, seinem Sohn Chris Foster bzw. Jimmy Branly am Schlagzeug sowie den Perkussionisten Luis Conte und Lenny Castro.

## Diskographische Hinweise
- Two Headed Freap (Blue Note, 1972)
- Sweet Revival (Blue Note, 1973)
- Ronnie Foster Live: Cookin' with Blue Note at Montreux (Blue Note, 1974)
- On the Avenue (Blue Note, 1974)
- Cheshire Cat (Blue Note, 1975)
- Love Satellite (Columbia, 1978)
- Delight (Columbia, 1979)
- The Racer (Pro Jazz, 1986)[7]
- Reboot (Blue Note, 2022)